# Clover (hiroの曲)
clover（クローバー）は、hiroの12枚目のシングル。2005年8月3日にSONIC GROOVEから発売された。

## 解説
- 前作から10ヶ月ぶりのリリース。
- 本作は、読売テレビ・日本テレビ系アニメ『ブラック・ジャック』の第2期エンディングテーマに起用された。
- ジャケットはアニメ化されたhiroがピノコと一緒に映っているというデザインになっている。
- 今作は初めてCD+DVD、CDのみの2形態で発売された。

## 収録曲

### CD
1. clover (4:56)
  - 作詞：西田恵美／作曲：関山弘之／編曲：SiZK、華原大輔
2. Be Alright (4:31)
  - 作詞・作曲：MARKIE／編曲：MARKIE、SiZK
3. clover (Instrumental)
4. Be Alright (Instrumental)

### DVD
1. clover Music Clip
2. clover 30seconds spot (animation version)
3. clover 15seconds spot (animation version)
4. clover 60seconds spot (animation plus version)
5. clover 30seconds spot (original version)
6. clover 15seconds spot (original version)
7. clover 60seconds spot (original version)
8. clover Music Clip Making

## カタログ
- DVD付:AVCD-16071/B ￥1,800
- CDのみ:AVCD-16072 ￥1,050